# Trichosia bispinata
Trichosia bispinata är en tvåvingeart som beskrevs av Yang, Zhang och Yang 1998. Trichosia bispinata ingår i släktet Trichosia och familjen sorgmyggor. Inga underarter finns listade i Catalogue of Life.